# Hărmănești
Hărmănești es una comuna ubicada en el distrito de Iași, Rumania.

## Superficie
Cuenta con una superficie de 22,03 kilómetros cuadrados.

## Demografía
Hasta 2021 la población era de 2344 habitantes, con una densidad de población de 106,4 habitantes por kilómetro cuadrado.